# Uelitz
Uelitz és un municipi a l'estat alemany de Mecklemburg-Pomerània Occidental a l'amt o la mancomunitat de Ludwigslust-Land.
A la fi del 2013 comptava amb 427 inhabitants. a una superfície de 15,04 quilòmetres quadrats, i és regat pel Kraaker Mühlenbach i l'Streubach.
El 1218, es menciona el poble d'Uelitz a una acta a la qual els comtes de Schwerin el venen al monestir de les monges cistercenques de Reinfeld de Holstein. Eren un poble típic del Mecklemburg: dotze masies a l'entorn de l'església, una estructura que encara avui es reconeix al mapa. Després de la reforma protestant, el poble escau als Ducs de Mecklemburg.
Durant el Tercer Reich (1934-1945) hi havia un dipòsit de munició sobre una superfície de més de cinc-cents hectàrees, un dels més grans del reich, s'hi ocupaven entre sis-centes i huit-centes persones, dels quals molts presoners de guerra. S'hi fabricava munició per a mines terrestres i la defensa antiaèria. El dipòsit va ser desmantellat després de la guerra però l'emplaçament encara no va ser despol·luït.
L'estructura tradicional de les masies es va trencar quan després de la segona guerra mundial, durant la República Democràtica Alemanya (RDA) l'agricultura va ser col·lectivitzada i tota l'activitat es va concentrar en una cooperativa de producció agrícola (LPG). Després de la reunificació d'Alemanya, la LPG va ser abrogada i els edificis obsolets van ser enderrocades.

## Llocs d'interés
- L'església construïda del 1745 al 1754, en estil barroc. El campaner conté una campana de l'edat mitjana, una de les més antigues conservades a l'estat de Mecklemburg. Es destaca la pintura barroca policroma del sostre.
- La rectoria: una casa d'entramat de fusta del 1786